# Serengeti-Topi
Die Serengeti-Topi (Damaliscus jimela) ist eine Antilopenart aus dem Artkomplex der Leierantilopen. Sie kommt in Ostafrika im Bereich der Afrikanischen Großen Seen vor. Das Verbreitungsgebiet liegt entsprechend im südwestlichen Kenia, im nordwestlichen und westlichen Tansania, im östlichen und südwestlichen Uganda und im nordöstlichen Ruanda. Die Bestände in Burundi sind erloschen.

## Merkmale
Die Serengeti-Topi erreicht eine Kopf-Rumpf-Länge von 196 bis 221 (Weibchen) bzw. 207 bis 235 Zentimetern (Männchen) und eine Schwanzlänge von 38 bis 52 (Weibchen) bzw. 40 bis 58,5 Zentimetern (Männchen). Die Schulterhöhe beträgt 105 bis 118 (Weibchen) bzw. 104 bis 126 Zentimeter (Männchen), die Ohren sind 16,5 bis 20,5 Zentimetern hoch und das Gewicht liegt zwischen 91 und 130 kg (Weibchen) bzw. 112 und 147 kg (Männchen). Die Grundfarbe des Fells ist rötlich-braun mit einem leicht violetten Einschlag. Die Beine sind hell zimtfarben. Die Schulter- und Gesäßflecken sind aschgrau mit einem rötlichen Schimmer. Das Gesicht ist schwarzgrau mit rötlichem Schimmer. Verglichen mit dem Küsten-Topi (D. topi) sind die Schulterflecken größer und sowohl die Schulter- als auch die Hüftflecken heben sich deutlicher von der Körperfarbe ab. Der Schädel ist relativ schmal. Die Hörner sind kürzer, im Querschnitt runder, weniger robust und weniger gebogen als bei anderen Arten der Leierantilopen. Vom Korrigum (D. korrigum) und dem Tiang (D. tiang), seinen nördlichen Verwandten, unterscheidet sich die Serengeti-Topi durch einen kleineren und, an den Jochbögen gemessen, etwas schmaleren Schädel und kürzere, weniger robuste Hörner, vom Tiang zusätzlich durch eine etwas dunklere Grundfärbung und eine deutlicher abgegrenzte dunkle Gesichtsmaske. Die Präorbitaldrüsen (Drüsen vor den Augen) sind gut zu erkennen. Ihr Sekret ist farblos.

## Lebensraum und Lebensweise

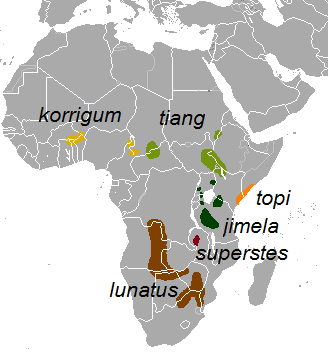
Dunkelgrün in Ostafrika das Verbreitungsgebiet der Serengeti-Topi

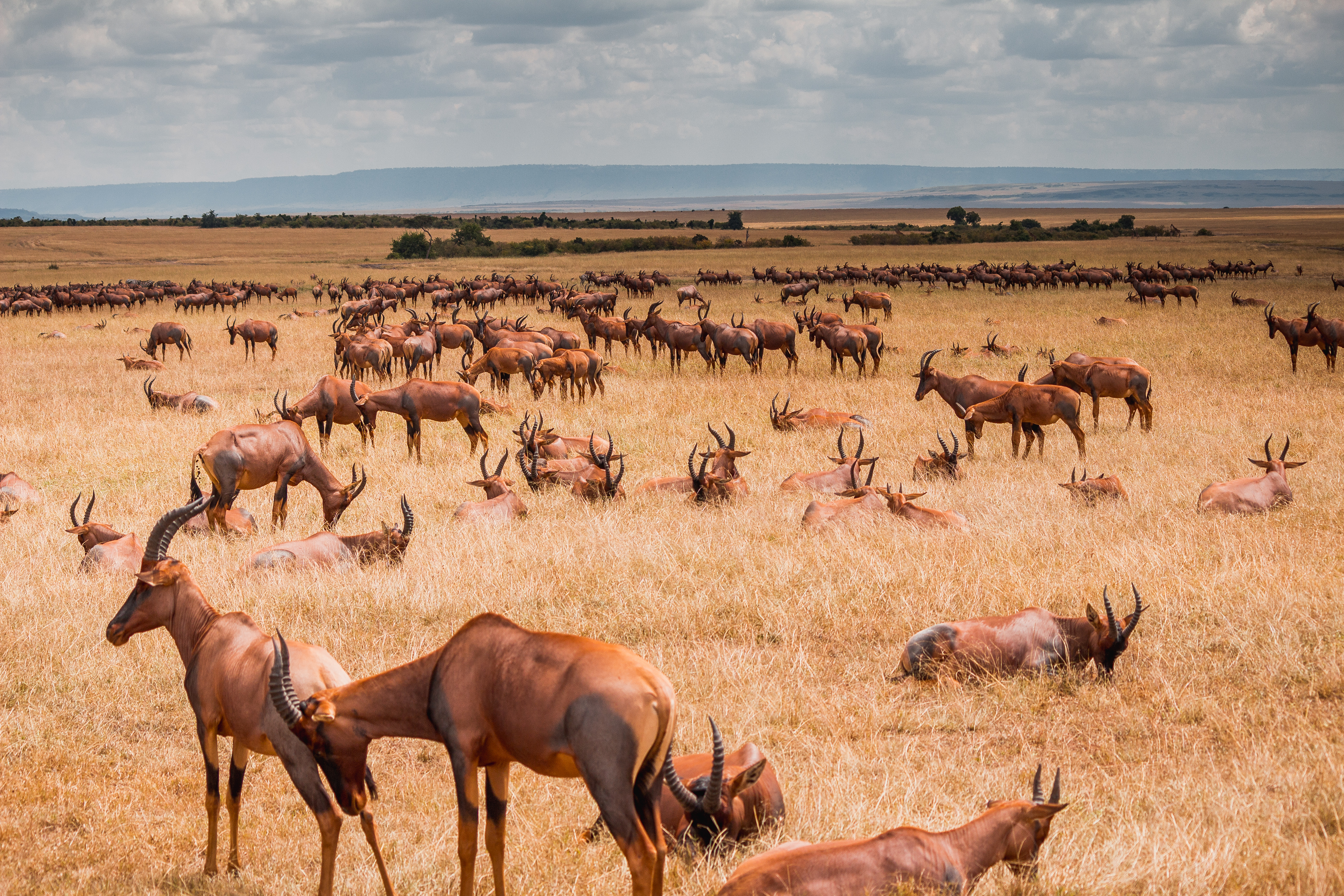
Herde in der Masai Mara

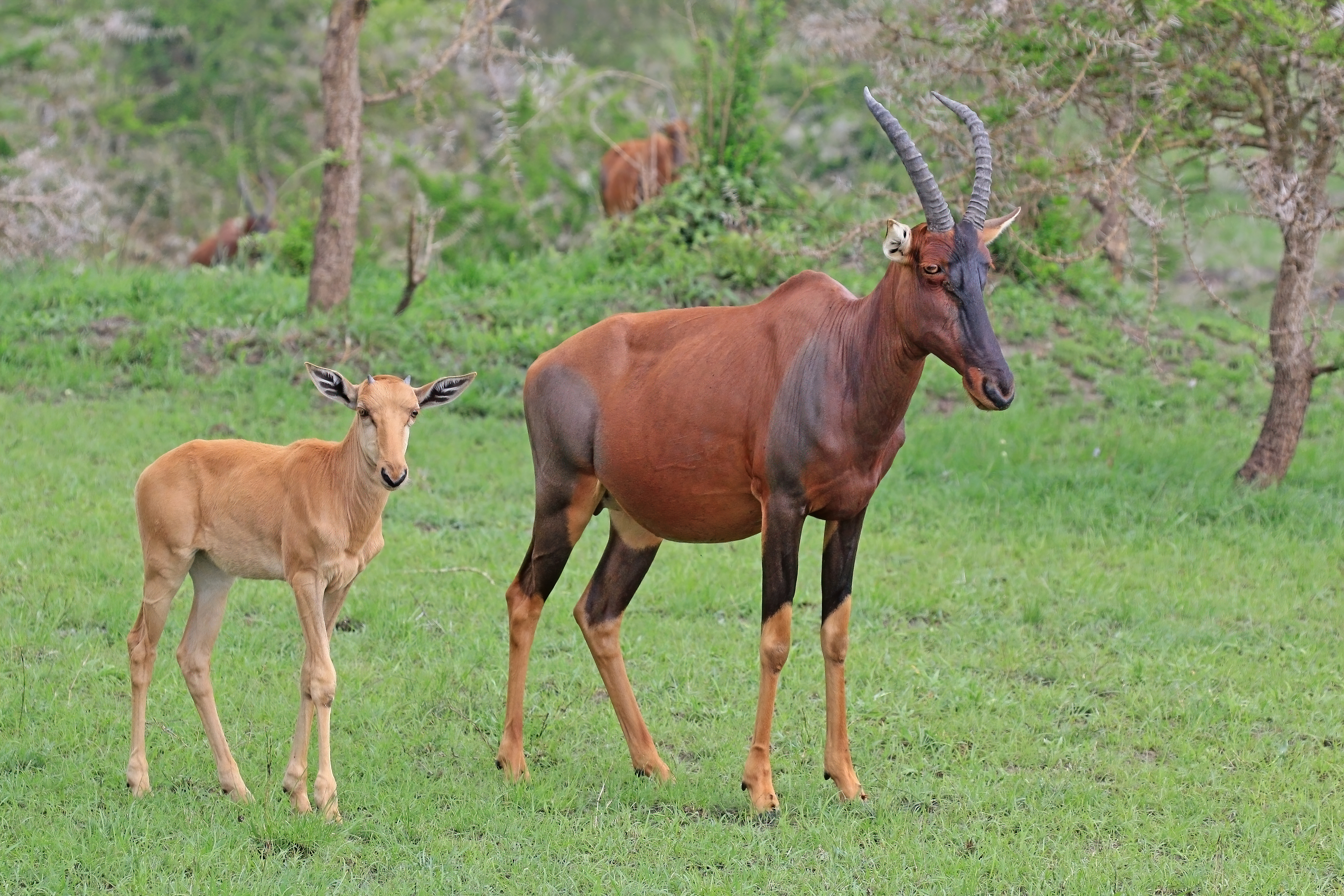
Weibchen mit Jungtier

Die Serengeti-Topi kommt in verschiedenen Graslandschaften vor, von weiten baumlosen Ebenen bis hin zu leicht bewaldeten Busch- und Baumsavannen. Dabei werden Lebensräume mit mittelhohen Gräsern bevorzugt und in der Trockenzeit Gegenden, die grün bleiben, z. B. die Bereiche in der Nähe von Seen und Überschwemmungsgebiete. Sie kommen häufig in Gebieten mit vielen flachen, erodierten Termitenhügel vor, die als Ausguck genutzt werden. Die Serengeti-Topi ernährt sich fast ausschließlich von Gräsern, was mit Hilfe von Isotopenanalysen des Zahnschmelzes bestätigt wurde. Durch die lange, schmale Schnauze und die beweglichen Lippen kann das Topi grüne Grashalme und Blätter auswählen und reife, trockene Blätter und Stängel meiden. Es scheint dabei aber weniger selektiv zu sein als das Hartebeest. Die meiste Nahrung wird morgens von 8 bis 9 und nachmittags von 16 Uhr bis zum Einbruch der Abenddämmerung aufgenommen. In der Trockenzeit suchen sie hin und wieder auch Wasserstellen auf, um zu trinken. Die Männchen sind revierbildend und die Weibchen halten sich normalerweise am Rand der Reviere der Männchen auf. Die Reviergrenzen werden von beiden Geschlechtern mit dem Sekret aus den Präorbitaldrüsen markiert. Das auf Gräsern verstrichene Sekret wird mit Kopfbewegungen auch auf die Stirn und die Hörner übertragen. Auch beim Schlammbaden werden Hörner und Rücken mit Schlamm bedeckt. Vor allem Männchen beobachten, auf erodierten Termitenhügeln oder anderen kleinen Erhebungen stehend, die Umgebung oft aufmerksam auf der Hut vor Beutegreifern. Schakale und sogar Hyänen werden auch aktiv verscheucht.
Männliche Serengeti-Topis bilden Leks (Balzplätze), die von den Weibchen auf ihren Wanderungen durchquert werden. Die Weibchen konkurrieren erbittert miteinander um die Paarung und dominante Weibchen versuchen, untergeordnete Weibchen zu vertreiben und ihre Paarungen zu unterbinden. Die Jungtiere werden am Ende der Trockenzeit geboren und werden im Alter von acht Monaten bis einem Jahr selbständig. Männchen schließen sich dann einer Junggesellenherde an, zu der auch einjährige Weibchen gehören können. Im zweiten Lebensjahr erreichen die Weibchen die Größe ausgewachsener Tiere und beginnen sich fortzupflanzen. Männchen erreichen das Gewicht ausgewachsener Männchen erst im dritten Lebensjahr und werden erst mit vier Jahren revierbildend.

## Systematik
Die Serengeti-Topi wurde erstmals 1892 durch den deutschen Zoologen Paul Matschie unter der Bezeichnung Damalis jimela beschrieben. Die Gattung Damaliscus wurde 1894 durch die englischen Zoologen Philip Sclater und Oldfield Thomas eingeführt. Ursprünglich wurden verschiedene südlich der Sahara vorkommende Antilopenformen unter der wissenschaftlichen Bezeichnung Damaliscus lunatus (deutsch: Leierantilope) geführt. Im Jahr 2003 wurde mit dem Bangweulu-Sassaby (Damaliscus superstes) eine Art abgetrennt, unter dem Hinweis, dass die übrigen Unterarten ebenfalls neu bewertet werden müssten. Im Jahr 2011 wurden diese im Zuge einer Revision der Hornträger durch den australischen Mammalogen Colin Groves und seinen englischen Kollegen Peter Grubb ebenfalls auf den Artstatus verschoben, so dass die wissenschaftliche Bezeichnung Damaliscus lunatus nur noch für das südafrikanische Tsessebe gültig ist. Die Aufspaltung der Leierantilopen in verschiedene Arten wird jedoch nicht von allen Autoren anerkannt. Bei diesen ist die Serengeti-Topi weiterhin eine Unterart von Damaliscus lunatus.

## Gefährdung
Die Serengeti-Topi wird von der IUCN als gefährdet (vulnerable) eingestuft. Hauptbedrohungen für die Art sind Dürren infolge des Klimawandels und die Jagd. Mehr als 90 % der Serengeti-Topis leben in Nationalparks und anderen Schutzgebieten, darunter der Serengeti-Nationalpark in Tansania, der Queen-Elizabeth-Nationalpark in Uganda, der Nationalpark Virunga in der Demokratischen Republik Kongo, der Akagera-Nationalpark in Ruanda und die Masai Mara in Kenya.